# Ніна Гукман
Ніна Гукман-Янковська (нід. Nina Hoekman-Jankovskaja, уродж. Ніна Георгіївна Янковська; 8 серпня 1964, Київ — 26 червня 2014, Зютфен) — українська і нідерландська шашистка. Міжнародний гросмейстер, багаторазовий призер чемпіонатів світу та Європи, дворазова чемпіонка СРСР і 11-разова чемпіонка Нідерландів з міжнародних шашок, чемпіонка світу 2001 року з блискавичної гри.

## Особисте життя

### Сім'я
Ніна Янковська народилася в 1964 році в Києві. У 1995 році вона вийшла заміж за нідерландського шашкістів Генка Гукмана і перебралася в Зютфен. У 2004 році у неї народився син, Олег, причому незадовго до його народження, на восьмому місяці вагітності, ще грала в чемпіонаті світу в Заутеланде.

### Хвороба та смерть
У 2005 році у Ніни Гукман знайшли рак молочної залози. Вона пройшла операцію з видалення грудей і шість курсів хіміотерапії, але навіть в цей час продовжувала виступати, посівши третє місце в чемпіонаті світу і друге в чемпіонаті Європи. У 2010 році були виявлені метастази, які розвинулися ще далі в 2011 році. Незважаючи на це, чергуючи хіміотерапії зі змаганнями, їй вдалося з успіхом продовжувати виступи в міжнародних і внутрішніх змаганнях на вищому рівні. Після чергового погіршення у вересні 2013 року лікарі передбачили, що Ніна не проживе більше 2 тижнів. Вона вже не могла рухатися, але знову, всупереч всім прогнозам, продовжувала грати. У березні 2014 року його знову взяла участь в чемпіонаті Нідерландів і в одинадцятий раз стала чемпіонкою (при цьому ходи вона могла тільки вимовляти, а робив їх на дошці спеціальний асистент, який також керував годинами і повідомляв Гукман про час, що залишився). Це незвичайне досягнення було відзначено більшістю голландських ЗМІ. На закритті чемпіонату Ніні був вручений диплом почесного члена Голландської шашковій федерації.
Ніна Гукман померла 26 червня 2014 року 

## Спортивна кар'єра
У 1987 і 1991 роках Ніна Янковська ставала чемпіонкою СРСР з міжнародних шашок. Ці результати забезпечували їй участь в чемпіонатах світу, на другому з яких, в 1991 році, вона завоювала друге місце, що означало, що на наступний рік вона візьме участь в матчі на звання чемпіонки світу в якості претендентки.
Матч проти Зої Голубєвої пройшов в 1992 році в Києві, вже столиці незалежної України, але «господиня» Янковська не змогла протистояти Голубєвої, неперевершеною саме в матчах. У 1993 році в Брюнссюме Янковська залишилася четвертою, і наступного шансу довелося чекати до 1999 року, коли вона вже виступала під прапором Нідерландів. Розділивши в Якутську перше-третє місця з Голубєвої і росіянкою Тетяною Тетеріної, Гукман-Янковська взяла участь в додатковому двохколовому матчі-турнірі в Москві. Звівши всі чотири партії внічию, вона знову залишилася другою, а чемпіонкою стала Голубєва, що зуміла обіграти Тетеріну.
У 2000 році в Зютфені Янковська зіграла свій другий матч на першість світу і знову поступилася Голубєвої. З цього моменту вона брала участь в турнірах на звання чемпіона світу або Європи щорічно, навіть в роки, коли боролася за своє життя. У 2001 році вона стала чемпіонкою світу в блискавичній грі, а в середині десятиліття двічі ставала призером, спочатку світового, а потім європейської першості. У 2010 році Янковська в черговий раз отримала шанс завоювати світову корону в Уфі, але, взявши блискучий старт, вона гірше провела кінцівку турніру і дозволила себе наздогнати в останньому турі. Додатковий матч за перше місце довелося знову грати проти Голубєвої, і знову латвійська шашистка виявилася сильнішою. У 2010 році Ніна Гукман в парі з Віталією Думеш також завоювала золоті медалі першого командного чемпіонату Європи серед жінок, вигравши чотири партії і тільки одну, з Тамарою Тансиккужина, звівши внічию. На Всесвітніх інтелектуальних іграх 2012 року вона стала другою в класичній програмі і першою в швидких шашках (обидва турніри проводилися за швейцарською системою з різною кількістю нараховавних очок в залежності від швидкості перемог).
У чемпіонатах Нідерландів з моменту переїзду Гукман-Янковська постійно залишалася одним з основних претендентів на перемогу, ведучи боротьбу з Карен ван Літ, Танею Чуб, Віталією Думеш і Ольгою Камишлєвой. Одинадцять разів (1999, 2000, 2002, 2004, 2006, 2009—2014) вона ставала чемпіонкою Нідерландів, повторивши рекорд, встановлений раніше Карен ван Літ .

## Статистика чемпіонатів
| Рік  | Рівень | Місце проведення    | Турнір/матч             | Результат | Місце |
| ---- | ------ | ------------------- | ----------------------- | --------- | ----- |
| 1987 | ЧМ     | Мінськ              | Турнір                  | 7+4=2-    | 5     |
| 1991 | ЧМ     | Мінськ              | Турнір                  | 4+7=0-    | 2     |
| 1992 | ЧМ     | Київ                | Матч                    | 0+9=2-    | 2     |
| 1993 | ЧМ     | Брюнссюм            | Турнір                  | 5+3=3-    | 4     |
| 1999 | ЧМ     | Якутськ             | Турнір (шв.)            | 4+5=0-    | 2     |
| 2000 | ЧМ     | Зютфен              | Матч                    | 0+3-      | 2     |
| 2001 | ЧМ     | Велп                | Турнір (шв.)            | 2+7=0-    | 4     |
| 2002 | ЧЕ     | Вільнюс             | Турнір (шв.)            | 2+6=1-    | 13    |
| 2003 | ЧМ     | Заутеланде          | Турнір                  | 3+7=3-    | 8     |
| 2005 | ЧМ     | Латроніко           | Турнір                  | 4+6=1-    | 3     |
| 2006 | ЧЕ     | Бовець              | Турнір (шв.)            | 4+4=1-    | 2     |
| 2007 | ЧМ     | Якутськ             | Турнір                  | 7+4=4-    | 4     |
| 2008 | ЧЕ     | Таллінн             | Турнір (шв.)            | 4+4=1-    | 5     |
| 2008 | ВІІ    | Пекін               | Турнір (шв. + плей-офф) | 4+6=1-    | 5—8   |
| 2010 | ЧЕ     | Семпульно-Краєнське | Турнір (шв.)            | 3+4=2-    | 5     |
| 2010 | ЧМ     | Уфа                 | Турнір                  | 3+7=0-    | 2     |
| 2012 | ВІІ    | Лілль               | Турнір (шв.)            | 7+0=2-    | 2     |
| 2012 | ЧЕ     | Еммен               | Турнір (шв.)            | 4+4=1-    | 2     |